# Julien Sprunger
Julien Sprunger (* 4. Januar 1986 in Grolley) ist ein Schweizer Eishockeyspieler, der seit 2002 für Fribourg-Gottéron in der Schweizer National League auf der Position des rechten Flügelstürmers spielt.

## Karriere
Der in Grolley geborene Sprunger wechselte bereits im Juniorenalter in die Jugendabteilung des nahe gelegenen Klubs Fribourg-Gottéron. In der Saison 2002/03 spielte der damals 16-jährige Stürmer für die Elite-Junioren des Vereins und machte mit 40 Scorerpunkten in 24 Spielen auf sich aufmerksam. Im weiteren Saisonverlauf kam er zu seinem Debüt in der ersten Mannschaft des Klubs, die in der Nationalliga A (NLA) beheimatet war. Insgesamt absolvierte er zwei Partien für das Team des russischen Trainers Jewgeni Popichin. Auch in der folgenden Spielzeit war Sprunger für die Elite-Junioren aktiv, etablierte sich aber im Verlauf des Jahres unter dem neuen Trainer Mike McParland in der A-Mannschaft. In 46 Begegnungen inklusive der Play-offs kam der junge Angreifer auf fünf Scorerpunkte.

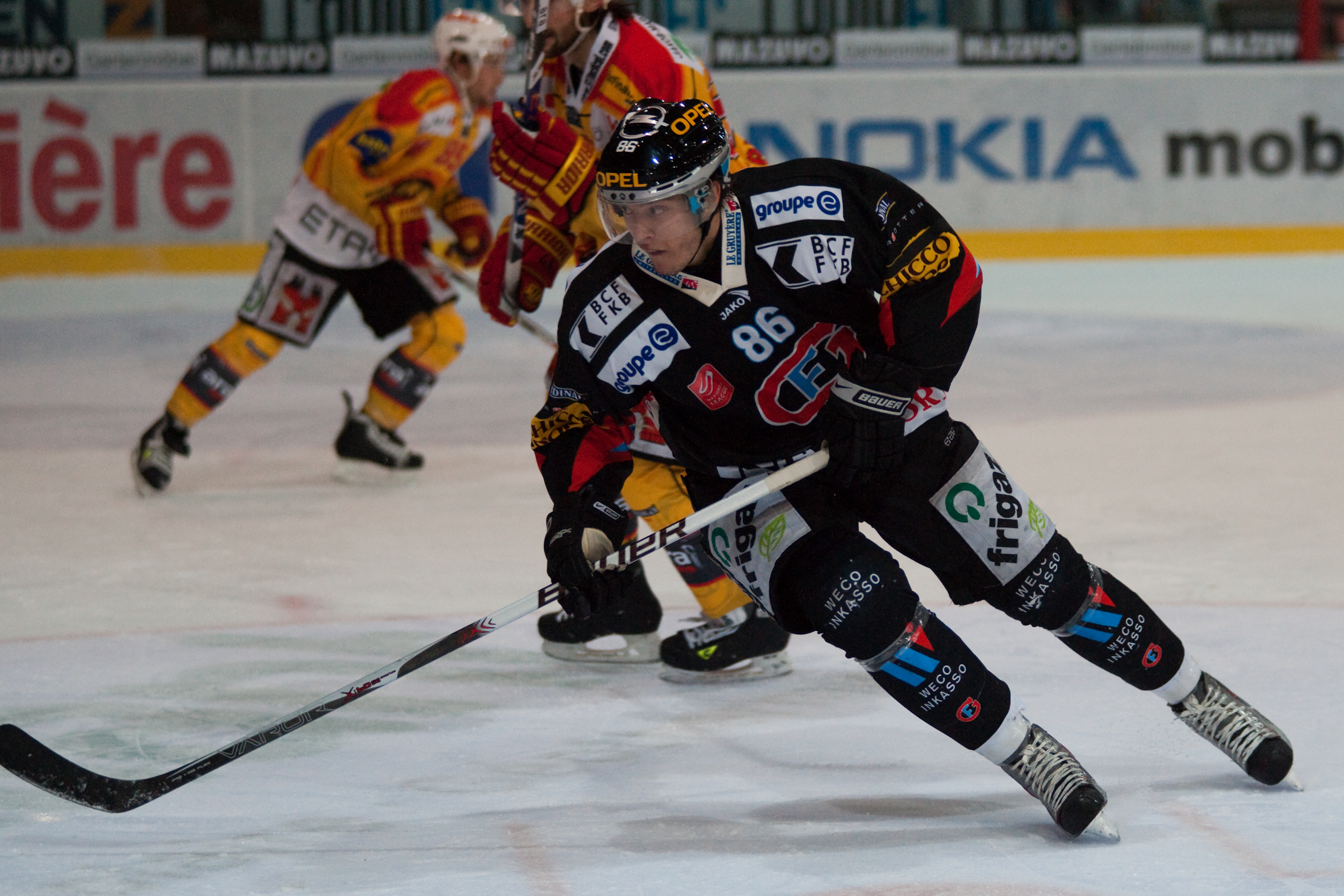
Sprunger im Trikot von Fribourg-Gottéron (2010)

Sprungers Talent war auch den Scouts der nordamerikanischen National Hockey League (NHL) nicht verborgen geblieben und so wurde er in der Sommerpause im Rahmen des NHL Entry Draft 2004 in der vierten Runde an 117. Position von den Minnesota Wild ausgewählt. Zur Spielzeit 2004/05 war er schliesslich fester Bestandteil des Kaders von Fribourg-Gottéron. Er kam auf 41 Saisonpartien, in denen er seine Vorjahresausbeute mehr als verdreifachte und seine Qualitäten als Torschütze aufblitzen liess. Zudem absolvierte er ein Spiel beim Partnerteam HC La Chaux-de-Fonds in der Nationalliga B (NLB). In den folgenden Jahren entwickelte sich Sprunger kontinuierlich und erzielte stets mehr als 20 Scorerpunkte. Der endgültige Durchbruch gelang ihm schliesslich in der Saison 2007/08. Mit 47 Punkten, darunter 27 Tore, aus 49 Spielen belegte er zwar nur den 14. Rang in der Scorerwertung der Liga, doch führte er das Team von Trainer Serge Pelletier damit erstmals seit 2004 wieder in die Play-offs. In fünf Spielen steuerte er dort drei Punkte bei. Dies bescherte ihm die Ernennung zum wertvollsten Spieler der National League A. Die Leistung bestätigte er im folgenden Jahr mit 46 Scorerpunkten sowie zehn weiteren in ebenso vielen Play-off-Partien.
Durch eine schwerwiegende Verletzung an der Wirbelsäule, die er sich im Rahmen der Weltmeisterschaft 2009 zugezogen hatte, fiel der Angreifer für grosse Teile der Saison 2009/10 aus. Da der Stürmer erst Mitte November 2009 in den Spielbetrieb zurückkehren konnte, absolvierte er im Saisonverlauf lediglich 35 Spiele inklusive der Play-offs – so wenige wie nie zuvor in einer Spielzeit bei den Senioren. Mit 32 Punkten bestätigte er aber die Leistungen vor seiner Verletzung. Gleiches gelang ihm in der Spielzeit 2010/11. Zur Saison 2011/12 wurde Sprunger unter dem neuen Trainer Hans Kossmann zum Assistenzkapitän ernannt. Seit 2014 ist Sprunger ununterbrochen Mannschaftskapitän bei Gottéron. 
Am 7. Oktober 2023 bestritt Julien Sprunger beim Sieg seiner Mannschaft gegen den SC Berner sein 1000. Spiel in der National League. Er war damit der 16. Spieler in der Liga-Geschichte, der diesen Meilenstein erreichte. Darüber hinaus war er der Fünfte, der 1000 Spiele im selben Verein schaffte, und der Erste, der seinen Verein nie verlassen hat.

### International

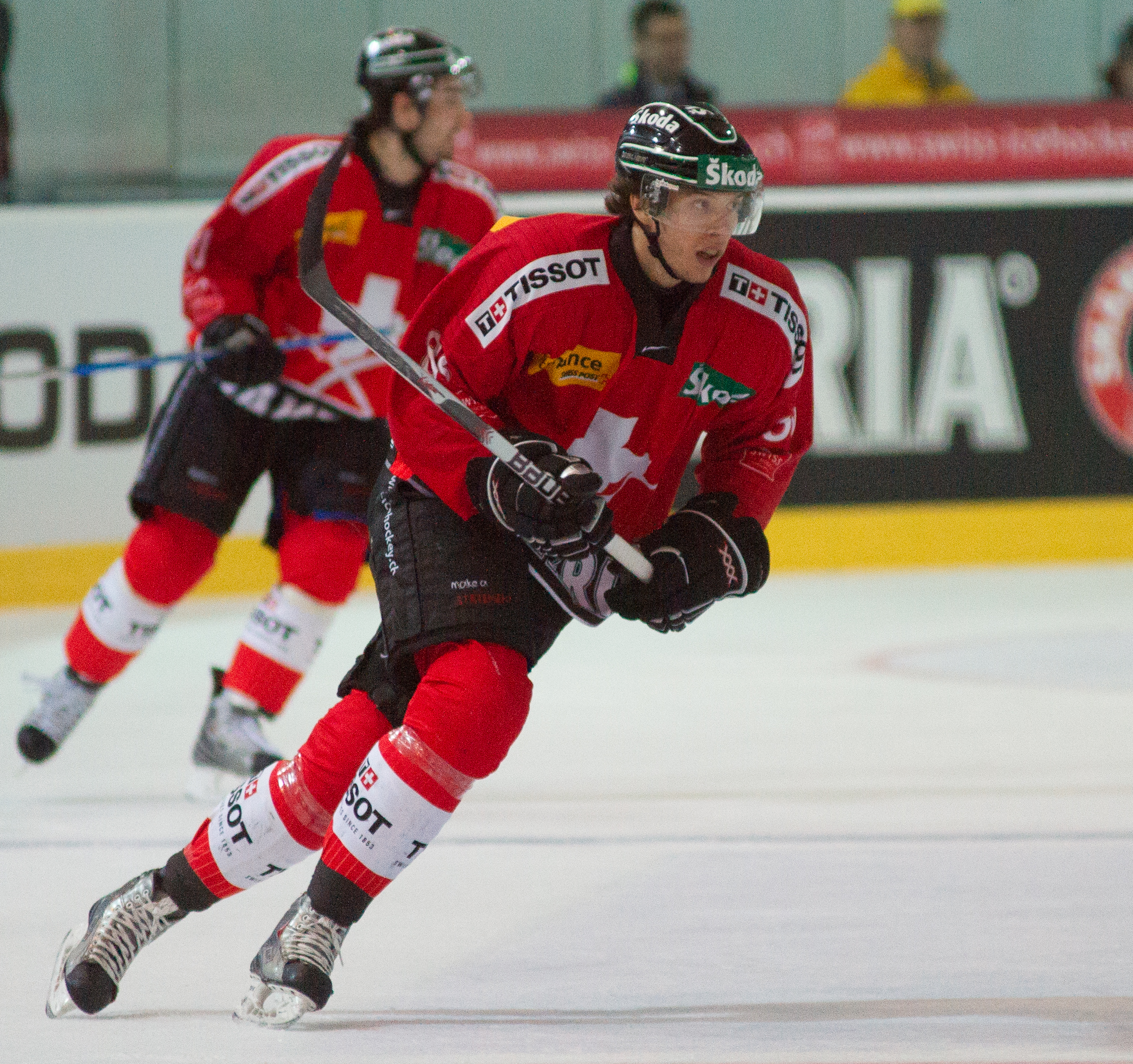
Sprunger als Spieler der Schweizer Nationalmannschaft (2011)

Sprunger spielte sowohl auf Junioren- als auch Seniorenebene für sein Heimatland. Erstmals nahm er an der U18-Junioren-Weltmeisterschaft der Division I 2004 teil und schaffte dort mit der U18-Auswahl der Schweiz den souveränen Aufstieg in die Top-Division. Sprunger war an neun der 35 Schweizer Turniertore beteiligt. Sieben davon erzielte er selbst. Damit war er bester Torschütze der Divisionsgruppe A und zweitbester Scorer des Turniers hinter dem Österreicher Rafael Rotter. In den Jahren 2005 und 2006 spielte er bei den U20-Junioren-Weltmeisterschaften für sein Heimatland. In beiden Jahren schafften die Eidgenossen mit der U20-Auswahl jeweils den Klassenerhalt, wobei Sprunger im Jahr 2006 als teamintern drittbester Scorer massgeblichen Anteil daran hatte.
Ab dem Jahr 2007 gehörte Sprunger dem Kader der Schweizer Eishockeynationalmannschaft an und nahm an den Weltmeisterschaften 2007 in Russland, 2008 in Kanada, 2009 in der Schweiz und 2011 in der Slowakei teil. Ausserdem spielte der Stürmer bei den Olympischen Winterspielen 2010 im kanadischen Vancouver. Dort erreichte er mit der Schweizer Nationalmannschaft den achten Turnierrang, nachdem diese das Viertelfinale gegen die Vereinigten Staaten mit 0:2 verloren hatte. Die beste Platzierung bei Weltmeisterschaften war ein siebter Platz bei den Welttitelkämpfen im Jahr 2008.
Im Rahmen der Weltmeisterschaft 2009 erlitt Sprunger eine schwere Verletzung. Im Zwischenrundenspiel gegen die Vereinigten Staaten wurde er von David Backes – während des Versuches nach einem vorangegangenen Bodycheck wieder auf die Beine zu kommen – in die Bande gecheckt und wurde regungslos vom Eis gebracht. Die Folge war eine Operation am vierten und fünften Halswirbel, aufgrund der er grosse Teile der NLA-Saison 2009/10 verpasste.

## Erfolge und Auszeichnungen
- 2004 Aufstieg in die Top-Division bei der U18-Junioren-Weltmeisterschaft der Division I
- 2004 Bester Torschütze der U18-Junioren-Weltmeisterschaft der Division I, Gruppe A
- 2008 Wertvollster Spieler der National League A
- 2024 Spengler-Cup-Gewinn mit Fribourg-Gottéron

## Karrierestatistik

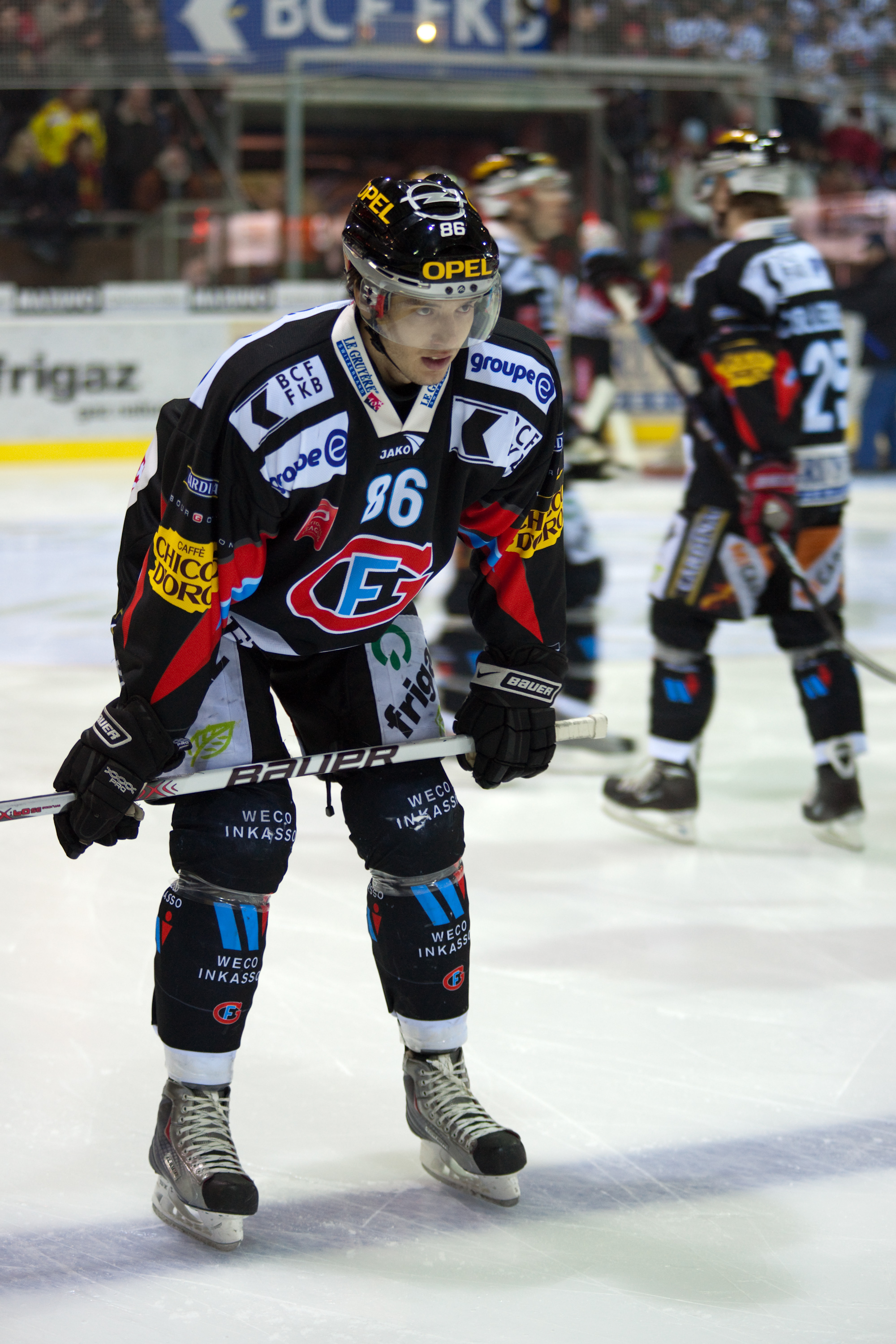
Sprunger während eines Ligaspiels gegen die SCL Tigers (2010)

Stand: Ende der Saison 2024/25

### International
Vertrat die Schweiz bei:
| - U18-Junioren-Weltmeisterschaft der Division I 2004 - U20-Junioren-Weltmeisterschaft 2005 - U20-Junioren-Weltmeisterschaft 2006 - Weltmeisterschaft 2007 | - Weltmeisterschaft 2008 - Weltmeisterschaft 2009 - Olympischen Winterspielen 2010 - Weltmeisterschaft 2011 |

(Legende zur Spielerstatistik: Sp oder GP = absolvierte Spiele; T oder G = erzielte Tore; V oder A = erzielte Assists; Pkt oder Pts = erzielte Scorerpunkte; SM oder PIM = erhaltene Strafminuten; +/− = Plus/Minus-Bilanz; PP = erzielte Überzahltore; SH = erzielte Unterzahltore; GW = erzielte Siegtore; 1 Play-downs/Relegation; Kursiv: Statistik nicht vollständig)